# Маги (манга)
Маги – Лавиринт магије или само Маги (јап. マギ) је манга инспирисана темом Хиљаду и једне ноћи. Серијал, коју је написала и илустровала Шинобу Оката, је почео да излази у јуну 2009. у часопису  Weekly Shōnen Sunday све до октобра 2017. Издавачка кућа Шогакукан је мангу посебно издавала у танкобонима, укупно су издали 37 томова. Поред оригиналног серијала настао је и преднаставак Синбадове авантуре, такође га је објављивао Недељни Шонен од 8. маја 2013. 
Мангу је студио А-1 Pictures адаптирaо у аниме од две сезоне од по 25 епизода. Обе сезоне је емитовао Кранчирол. Поред аниме адаптација, овај серијал има пар игара као што су Маги – Хађимари но Меикју, и Маги – Нови Свет.

## Радња
Пре четрнаест година на разним местима широм света почеле су да се уздижу мистериозне зграде које су људи назвали Кулама. Њима су владала моћна бића плаве боје који су се звали џинови. Ако неко успе да преживи све изазове у кули, џин му нуди своју снагу која се чува у неком објекту попут мача или шнале, и самим тим препознаје особу као достојног кандидата за краља. Многи су покушали да освоје куле, жељни силног богатства које се налази у њима, као и снаге коју би добили од џина, мада се испоставило да је то много тежи задатак него што су очекивали. Само Маги (легендарни чаробњаци који бирају краљеве и стварају нове државе) могу да проведу људе кроз све задатке које кула има да понуди. 
Након што је већину свог живота провео заточен у соби, Аладин, млади чаробњак, са његовим пријатељем, џином Угом, којег може да призове из флауте, крећу на путовање како би истражили свет. Кроз његове авантуре Аладин упознаје нове пријатеље и заједно са њима мења судбину света.

## Манга
Виз Медиа је добила лиценцу за превођење манге на енглеском за подручије Северне Америке у фебруару 2013. године. Објављивање томова на енглеском је трајало од 13. августа 2013. до 13. августа 2019. године. 
Преднаставак серијала Маги, Маги: Синбадове авантуре, који је напислала Отака, а илустровала Јошифуми Отера, објављена је као додатни материјал уз аниме серијал, затим је од њега направљен манга серијал који је излазио све до 25. априла 2018. 

## Аниме
Режисер Кођи Масунари је био главни за анимацију овог серијала, Тошифуми Акај је дизајнирао изглед ликова, а поред тога је био и задужен за анимацију, Хирокјуки Јошино је написао сценарио, а Широ Сагису је компоновао музику. Заједно су реализовали пројекат А-1 Pictures студија. Прва епизода се емитовала 7. октобра и након тога нове епизоде су излазиле сваке недеље у 17 часова 
Убрзо након прве сезоне серијала, најављена је и друга сезона под називом „Маги: Краљевство магије“. Друга сезона је била емитована по истом распореду као и прва од 6. октобра 2013.до 30. марта 2014. 
Аниме серијал долази на подручије Северне Америке 10. октобра 2012. и емитовао се на Кранчиролу и Хулу.  поред тога у Европи је лиценцирао Виз Медие Европа,  а Мадман Ентертејмент је проширио серијал у Аустарлији

## Мјузикл
У марту 2022. године најављен је мјузикл под именом „Маги - Кула Кумикјоку” који се у Токију одржавао од 3. до 12. јуна 2022. у театру Тенозу Галаксија, исте године од 18. до 19. јуна овај мјузикл је публика могла да погледа и у Осаки у Мориномија Пилоти хали. Глумци који су учествовали у овој представи: Југо Мијаџима је играо улогу Аладина, Хироки Ино је био Алибаба, Нана Окада је играла улогу Мориђане, Мицухиро Нагатомо је био Дудел, Михо Сугимото Баба, Шого Онозука Голтас, Шина Танака Рен Хакуеј, Акиро Тешима је био Ђудар, Даисуке Хиросе је играо улогу Кашима, Такучи Кавакубо је играо улогу Ђамила и Угу је глас позајмио Тошијуки Морикава. Котаро Јошитани је режисер мјузикла, сценарио је написала Сајака Асај. МАМОРУ је био задужен за кореографију, а  музику је компоновао Шухеј Камимура.  Најављен је још један мјузикл који ће се бити одржан у Шинагава принц хотелу од 9. до 18. јуна 2023. године у Токију. Док ће се у Осаки на истом месту као и 2022. године одржати мјузикл од 24. до 25. јуна 2023. 